# عبدالناصر همتی
عبدالناصر همتی (زادهٔ ۲۰ فروردین ۱۳۳۶) سیاستمدار اصلاح‌طلب و اقتصاددان ایرانی است. او در دولت چهاردهم در ایران بیش از شش ماه وزیر امور اقتصادی و دارایی بود. در این دوره طرحی با عنوان بازار ارز توافقی اجرا شد که به دنبال ایجاد سازوکار تحکیم کنترل دولت بر بازار ارز و نقل و انتقال ارز تجار در کنار حفظ چندنرخی و رانت ارزی در کانال قیمتی بالاتر بود ولی همزمان به علت تحولات در منطقه،سقوط دولت سوریه و تهدیدات ترامپ کنترل ارز از دست بانک مرکزی خارج و منجر به سقوط ۵۳ درصدی ارزش ریال شد. بعد از آن وی توسط نمایندگان مجلس استیضاح و برکنار شد.
همتی همچنین سابقه دانشیاری دانشکدهٔ اقتصاد دانشگاه تهران رئیس بانک مرکزی ایران، رئیس بیمه مرکزی جمهوری اسلامی ایران، مدیر عامل بانک سینا، مدیر عامل بانک ملی ایران، عضو کمیته اقتصادی شورای عالی امنیت ملی را در کارنامهٔ خود دارد.
طی ماه‌هایی که همتی ریاست وزارت‌خانه امور اقتصادی و دارایی را بر عهده گرفت، مشکلات اقتصادی در ایران تشدید شد و نرخ دلار در بازار آزاد ایران در زمان آغاز دولت پزشکیان از حدود ۶۰ هزار تومان تا ۹۰ هزار تومان رسید. در ۱۲ اسفند ۱۴۰۳ نمایندگان مجلس پس از بررسی طرح استیضاح همتی، به برکناری او رای دادند. نوسانات ارزی، کاهش ارزش پول ملی، بحران تورم و قیمت کالاهای اساسی از اصلی‌ترین دلایل استیضاح او عنوان شد.

## زندگی و تحصیلات

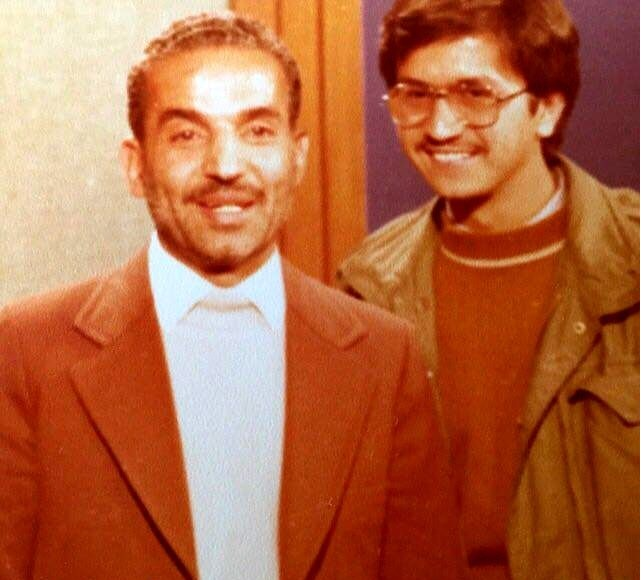
همتی جوان در کنار محمدعلی رجایی

عبدالناصر همتی زادهٔ ۲۰ فروردین ۱۳۳۶ در کبودرآهنگ است. عبدالناصر همتی سال ۵۸ دوره کارشناسی علوم اقتصادی را در دانشگاه تهران به پایان رساند؛ و در همان دانشگاه سال ۶۶ کارشناسی ارشد خود را دریافت کرد و درجه دکترای اقتصاد خود را در سال ۱۳۷۲ از دانشگاه تهران اخذ کرد. عبدالناصر همتی دانشیار دانشکده اقتصاد دانشگاه تهران است و مدرس اقتصاد کلان و اقتصاد انرژی در دانشگاه‌های ایران است. او دوره حسابرسی مؤسسه کوپرز اند لیبراند ۱۳۵۶ و دوره تحقیقاتی - مطالعاتی در رشته اقتصاد در دانشگاه لندن ۱۳۷۰ گذرانده است.
گفته شده بود که سپیده شبستری، همسر همتی، نسبتی فامیلی با برادر کوچک‌تر علی اکبر هاشمی رفسنجانی دارد. وی دربارهٔ نسبت فامیلی خود با هاشمی رفسنجانی گفت: «هیچ نسبتی با ایشان ندارم؛ هنوز هم خیلی‌ها فکر می‌کنند نسبت فامیلی دارم، البته ارادات ویژه‌ای به مرحوم آیت‌الله هاشمی دارم، ولی هیچ نسبتی با خانواده ایشان ندارم.» همتی سه فرزند دارد که شایعاتی در مورد حضور فرزندانش در ایالات متحده آمریکا مطرح شد که با تکذیب او همراه بود.

## مناصب

### دانشگاه
عبدالناصر همتی با رتبه اول دوره کارشناسی ارشد اقتصاد دانشگاه تهران را آغاز کرده بود و در سال ۱۳۵۹ مسئول کمیته اقتصادی جهاد دانشگاهی بود. او همچنین از ۱۳۷۲ عضو هیئت علمی دانشکده اقتصاد دانشگاه تهران است.

### صدا و سیمای جمهوری اسلامی ایران
او در سال‌های ۱۳۵۹ تا ۱۳۷۳ در سازمان صدا و سیمای جمهوری اسلامی ایران فعالیت می‌کرد و تا معاونت سیاسی این سازمان پیش رفت. او ۹ سال مدیرکل خبر و ۵ سال معاون سیاسی صدا و سیما بود. وی در دوران جنگ ایران و عراق، از مسئولان تبلیغات جنگ بود. او همچنین از ۱۳۶۴ تا ۱۳۶۷ رئیس واحد مرکزی خبر، از ۱۳۶۷ تا ۱۳۶۸ مدیر پخش اخبار صدا و سیما و از ۱۳۶۸ تا ۱۳۷۳ معاونت سیاسی سازمان صدا و سیما بود.

### بیمه مرکزی جمهوری اسلامی ایران
عبدالناصر همتی از سال ۱۳۷۳ تا ۱۳۸۵ طی سه دوره به عنوان رئیس کل بیمه مرکزی جمهوری اسلامی ایران و رئیس شورای عالی بیمه فعالیت کرد و نقش کلیدی در طراحی و اجرای سیاست‌های آزاد سازی و خصوصی‌سازی در صنعت بیمه داشت. در جمهوری اسلامی ایران، از وی به عنوان پدر بیمه‌های خصوصی یاد شده است.
بعد از آنکه محمدابراهیم امین رئیس کل بیمه مرکزی ایران در پی انتشار فیش حقوق‌های نجومی مدیران بیمه از سمت خود استعفا کرد، وزیر اقتصاد عبدالناصر همتی مدیرعامل بانک ملی ایران را برای رئیس کلی بیمه مرکزی ایران به هیئت وزیران معرفی کرد که مورد موافقت هیئت وزیران قرار گرفت.

### شرکت بیمه اتکایی آسیایی
عبدالناصر همتی از سال ۱۳۸۰ تا ۱۳۹۸ به مدت شش دوره لاینقطع ریاست شورای عالی شرکت بیمه اتکایی آسیایی (کمیسیون اقتصادی – سیاسی آسیا و اقیانوسیه سازمان ملل متحد - اسکاپ) مستقر در بانکوک پایتخت تایلند را بر عهده داشت که با رای مستقیم روسای بیمه ۱۰ کشور مهم آسیایی به این سمت انتخاب شده‌بود.

### کمیتهٔ اقتصادی شورای امنیت ملی
عبدالناصر همتی در دوره مسئولیت حسن روحانی در شورای عالی امنیت ملی به مدت پنج سال عضو کمیته اقتصادی شورای امنیت ملی بود.

### بانک سینا
عبدالناصر همتی از ۱۳۸۵ تا ۱۳۹۲ برای مدت ۷ سال مدیرعاملی بانک سینا را به عهده داشتهو در این مدت مؤسسه مالی و اعتباری بنیاد را با بانک سینا ادغام کرد.وی در آغاز دوران ریاست‌جمهوری سید محمد خاتمی پیشنهاد اولیه تأسیس «صندوق ذخیره ارزی» را که بعداً به نام «صندوق توسعه ملی» نام گرفت به او ارائه داد. از جمله اقدامات وی در این دوره تلاش مؤثر برای لغو تحریم بانک سینا بود که منجر به خارج شدن بانک سینا با رأی دادگاه عالی اروپا از فهرست تحریم اتحادیه اروپا گردید.

### بانک ملی
علی طیب‌نیا وزیر امور اقتصادی و دارایی به مجمع عمومی بانک ملی پیشنهاد کرده بود که عبدالناصر همتی جایگزین فرشاد حیدری در ریاست بانک ملی شود و اعضای مجمع با پیشنهاد وزیر اقتصاد موافقت کردند.

### سفارت ایران در چین
وی پس از خاتمه فعالیت در بیمه مرکزی جمهوری اسلامی ایران، و قبل از نشستن بر مسند رئیس کلی بانک مرکزی از تیر تا آذرماه ۱۳۹۷ سفیر ایران در چین بود.

### بانک مرکزی ایران
در مرداد ماه ۱۳۹۷ حسن روحانی وی را جایگزین ولی‌الله سیف کرد و بدین ترتیب عبدالناصر همتی به سمت رئیس کل بانک مرکزی منصوب شد. در خرداد ۱۴۰۰ و به دلیل کاندید شدن برای انتخابات ریاست جمهوری از این سمت برکنار شد. در حالی که همتی گفته بود به دلیل اختلاف نظر در حوزهٔ اقتصادی با حسن روحانی از مسئولیت بانک مرکزی عزل شده است، محمود واعظی رئیس دفتر رئیس‌جمهور گفت: «خیر این حرف درستی نیست، آقای دکتر همتی هیچ اختلافی با آقای روحانی نداشت. حتی وقتی هم که آقای همتی کاندیدا شدند، می‌خواستند مرخصی بگیرند که اگر رای نیاوردند سرکارشان برگردند اما رئیس‌جمهور مخالفت کردند.» گفته شده که حسن روحانی از او تقاضا کرده بود در ایام انتخابات، با تزریق ارز در بازار، قیمت دلار را کاهش دهد، که با مخالفت همتی مواجه شده و در نهایت وی برکنار شد.
بر اساس گزارش مرکز آمار ایران نرخ تورم میانگین سالانه در مرداد ماه سال ۹۷، زمان ورود همتی به بانک مرکزی ۹٫۷ درصد بود، نرخ تورم نقطه به نقطه مرداد ۹۷ در آن گزارش ۱۹٫۳ درصد بود. نرخ تورم سالانه منتهی به اردیبهشت‌ماه ۱۴۰۰ که آخرین گزارش تورمی مرکز آمار ایران پیش از خروج همتی از بانک مرکزی است به ۴۱ درصد رسید که به معنای افزایش بیش از ۴ برابری این نرخ در دوره کاری او است. مرکز آمار ایران نرخ تورم نقطه به نقطه اردیبهشت ماه ۱۴۰۰ را نیز ۴۶٫۹ درصد گزارش کرده است که ۲۷٫۶ واجد/درصد از تورم نقطه به نقطه آغاز به کار همتی بالاتر است. قیمت دلار در آغاز فعالیت همتی در بانک مرکزی در بازار آزاد، ۸۳۹۲ تومان و در زمان پایان کار او، ۲۲۸۳۸ بود. بر اساس آمارها، قیمت دلار با افزایش ۱۲۷ درصدی، ۲٫۷ برابر شده بود.
بر اساس داده‌های منتشر شده در نماگرهای بانک مرکزی، رقم نقدینگی در پایان تابستان ۱۳۹۷ که حدوداً با آغاز به کار همتی تطبیق دارد به رقم ۱۶۷۲ هزار تومان بالغ می‌شد، نقدینگی در پایان فروردین ماه امسال به ۳۴۹۰ هزار میلیارد تومان رسیده است. مقایسه رقم نقدینگی در ابتدا و انتهای دوره کاری همتی در بانک مرکزی بیانگر رشد ۱۰۷٫۸ درصدی این متغیر پولی در این دوره زمانی است که نشان می‌دهد در این کمتر از سه سال نقدینگی دو برابر شده است.

### وزارت امور اقتصادی و دارایی

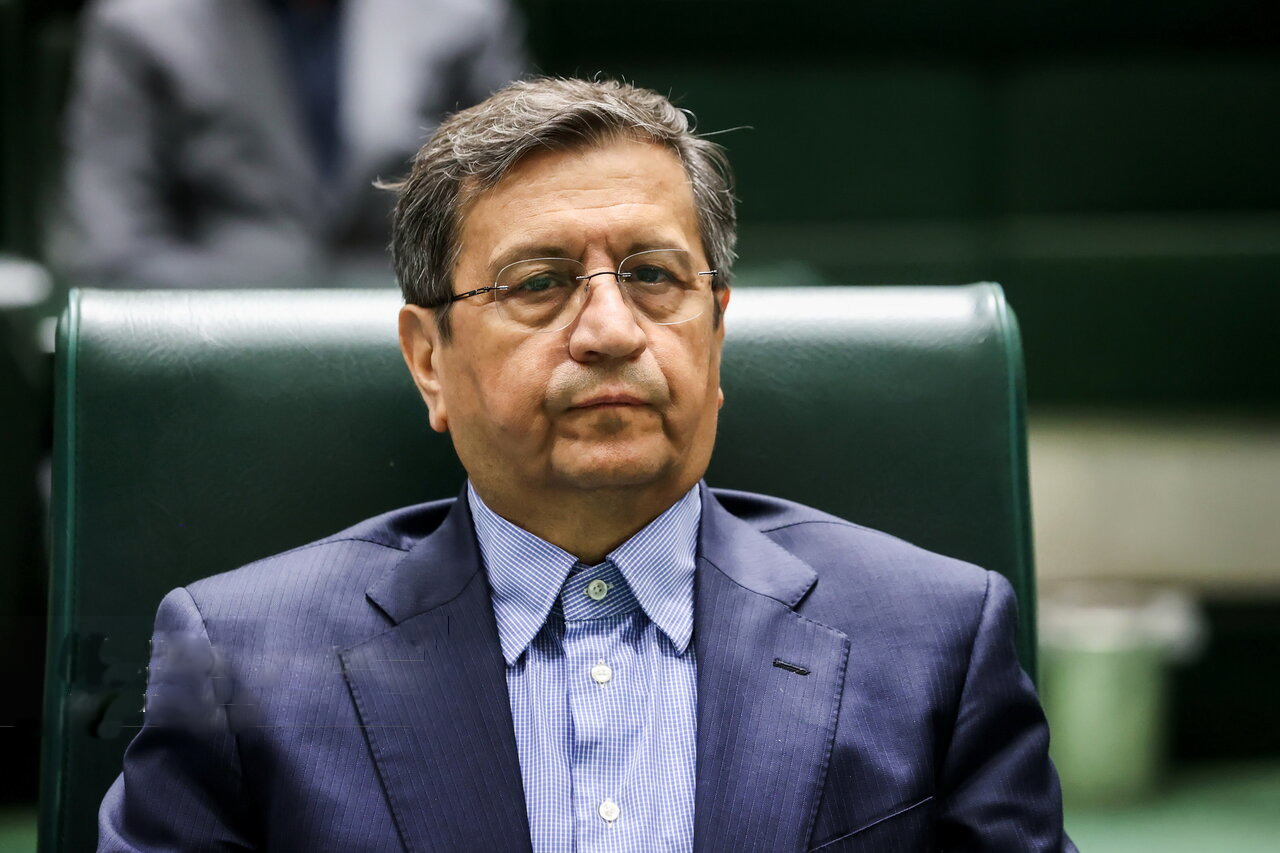
همتی در جلسات رأی اعتماد به وزیران پیشنهادی مسعود پزشکیان مرداد ۱۴۰۳ وی با ۱۹۲ رای موافق وزیر اقتصاد شد اما به دلیل کاهش ارزش ریال و سیاست‌های غلط تنها چند ماه بعد ۸۰ نماینده استیضاح وی را به جریان انداختند.

وی در تاریخ ۲۱ مرداد ۱۴۰۳ به عنوان وزیر پیشنهادی اقتصاد دولت رئیس‌جمهور مسعود پزشکیان (دولت چهاردهم) به مجلس شورای اسلامی معرفی و سپس در ۳۱ام همان ماه با ۱۹۲ رای موافق از مجموع ۲۸۸ رای به این سمت منصوب گردید.
وی بلافاصله پس از تصدی منصب وزارت اقتصاد به حمایت از یکسان‌سازی نرخ ارز و حذف سامانه نیما پرداخت و مدعی شد که این سیاست باعث کاهش قیمت ارز آزاد خواهد شد اما برخلاف ادعای وی قیمت ارز به شدت افزایش یافت که حتی به انتقاد رسانه‌های اصلاح طلب و شروع فرایند استیضاح وی انجامید. اقتصاد دانهای متعددی پیرامون اینکه این سیاست وی به سیاست حذف ارز ۴۲۰۰ در دولت قبلی منتهی خواهد شد هشدار داده بودند که وی توجهی نکرد.

## استیضاح
مجلس در ۱۲ اسفند ۱۴۰۳ استیضاح وی را آغاز کرد. بجز کاهش ارزش پول ایران، حمایت وی از واگذاری ایران خودرو به شرکت کروز، حمایت از افزایش نرخ ارز نیمایی، افزایش تورم و نرخ طلا، دلار، و دارو، صف‌های طولانی وام‌های ازدواج و فرزند آوری نیز از دلایل اصلی استیضاح وی بود. در نهایت وی با ۱۸۲ رأی موافق استیضاح، ۸۹ رأی مخالف، ۱ رأی ممتنع و ۱ رأی باطله، موفق به کسب مجدد رأی اعتماد از مجلس نشده و از وزارت امور اقتصادی و دارایی ایران برکنار شد.

## فعالیت‌های انتخاباتی

### انتخابات ریاست‌جمهوری ایران ۱۴۰۰
عبدالناصر همتی در ۲۵ اردیبهشت ۱۴۰۰ با حضور در ستاد انتخابات وزارت کشور در انتخابات سیزدهمین دوره ریاست جمهوری ثبت نام کرد. همتی در تاریخ ۴ خرداد ۱۴۰۰ از سوی شورای نگهبان به عنوان یکی از کاندیدهای نهایی ریاست جمهوری در انتخابات معرفی گردید. او برای شرکت در انتخابات با رئیس خود حسن روحانی، مشورت نکرده و او را مطلع نکرده بود و همین باعث شده بود گمانه‌زنی‌هایی برای برکناری وی از ریاست بانک مرکزی مطرح شود. در زمان ثبت‌نام، تحلیلگران شانس تأیید صلاحیت او را کم می‌دانستند اما وی توسط شورای نگهبان تأیید صلاحیت شد. در جریان انتخابات، همتی مدعی شد که صداوسیمای جمهوری اسلامی فیلم مستند انتخاباتی او را پخش نکرده است و او خود این فیلم را در شبکه‌های اجتماعی منتشر خواهد کرد.
حزب کارگزاران سازندگی ایران حزب متبوع همتی و مهدی کروبی، رسماً حمایت خود را از وی در انتخابات ۱۴۰۰ اعلام نمودند. در انتخابات او پس از محسن رضایی سوم شد.

### انتخابات ریاست‌جمهوری ۱۴۰۳
همتی ۱۱ خرداد ۱۴۰۳ در انتخابات زودهنگام ریاست‌جمهوری ثبت‌نام کرد ولی توسط شورای‌نگهبان رد صلاحیت شد.

## تألیفات و ترجمه‌ها
- اقتصاد کلان (مقدمه‌ای بر سیاست‌های پولی و مالی) تألیف، مؤسسه علوم بانکی، چاپ اول ۱۳۷۲ چاپ دوم ۱۳۷۴ چاپ سوم سال ۱۳۸۰[۲۷]
- توسعه اقتصادی، تألیف، چاپ اول ۱۳۷۶، انتشارات سروش[۲۷]
- اقتصاد نفت، تألیف، چاپ اول، ۱۳۷۴، انتشارات سروش[۲۷]
- مشکلات اقتصادی جهان سوم”، تألیف، چاپ اول، ۱۳۶۶ چاپ دوم، ۱۳۶۹، انتشارات سروش[۲۷]
- مبانی نظری و عملی بیمه، ترجمه، چاپ اول، ۱۳۸۱، انتشارات بیمه مرکزی ایران[۲۷]
- اقتصاد انرژی تألیف چاپ اول ۱۳۸۳ انتشارات مؤسسه مطالعات بین‌المللی انرژی[۶۵][۶۶][۲۷]